# Cremastus alternatus
Cremastus alternatus là một loài tò vò trong họ Ichneumonidae.